# Copa de Francia de Fútbol 2000-01
La Copa de Francia 2000-2001 fue la 84a edición de la Copa. El guneon se consagró campeón luego de vencer en la final al Amiens SC el 26 de mayo de 2001. Este sería la tercera vez que el equipo se consagraría campeón de la copa. 
6375 clubes participaron en 14 rondas de eliminación directa a partido único. 

## Desarrollo del torneo
Los partidos de la 32ª fase final se jugaron los días 19, 20 y 21 de enero de 2001. Los 18 clubes de la 1ª división entraron a la competición. Habiendo sido finalista de la edición anterior, el Calais RUFC (CFA) entra, por invitación de la federación, también en esta ronda. 
Los partidos de dieciseisavos de final se jugaron los días 9, 10 y 11 de febrero de 2001. 
Los partidos de octavos de final se jugaron el 9 y 10 de marzo de 2001 y los cuartos de final entre marzo y abril.

## Cuadro Final (desde semifinales)
|  | Semifinales         | Semifinales             |                    |       | Final | Final |
|  |                     |                         |                    |       |       |       |
|  | 21 de abril de 2001 |                         |                    |       |       |       |
|  |                     |                         |                    |       |       |       |
|  | ES Troyes AC        | 0 (2)                   |                    |       |       |       |
|  | ES Troyes AC        | 0 (2)                   | 26 de mayo de 2001 |       |       |       |
|  | Amiens SC (p.)      | 0 (4)                   |                    |       |       |       |
|  | Amiens SC (p.)      | 0 (4)                   | Amiens SC          | 0 (4) |       |       |
|  | 20 de abril de 2001 |                         | Amiens SC          | 0 (4) |       |       |
|  |                     | Racing Estrasburgo (p.) | 0 (5)              |       |       |       |
|  | Racing Estrasburgo  | Racing Estrasburgo (p.) | 0 (5)              | 4     |       |       |
|  | Racing Estrasburgo  |                         |                    | 4     |       |       |
|  | FC Nantes           | 1                       |                    |       |       |       |
|  | FC Nantes           | 1                       |                    |       |       |       |

## Campeón
| Bandera de Alsacia         |
| Campeón Racing Estrasburgo |
| 3° título                  |